# Schwarzblautangare
Die Schwarzblautangare (Tangara vassorii) früher auch Vassori-Tangare ist eine Vogelart aus der Familie der Tangaren (Thraupidae). Die Art hat ein großes Verbreitungsgebiet, das die südamerikanischen Länder Venezuela, Kolumbien, Ecuador, Peru und Bolivien umfasst. Der Bestand wird von der IUCN als nicht gefährdet (Least Concern) eingeschätzt.

## Merkmale
Die Schwarzblautangare erreicht eine Körperlänge von etwa 13 Zentimetern. Das Männchen ist hauptsächlich kobaltblau. Eine schmale Maske, die Flügel und der Schwanz sind schwarz. Die unteren Flügeldecken und Flügelstreifen sind ebenfalls kobaltblau. Das Weibchen ist farblich etwas matter.

## Verbreitung und Lebensraum
Die Art kommt relativ häufig an feuchten Waldrändern und in überwachsenen Graslandschaften in Höhen zwischen 1800 und 3500 Metern vor. Man findet sie aber auch in der Krummholzzone und in von Schwarzmundgewächsen dominierter Sekundärvegetation.

## Verhalten
Die Art ist meist in Paaren und Gruppen bis zu sechs Vögeln unterwegs. Oft ist sie auch mit anderen Vogelscharen zu beobachten. Dabei sind es nicht die Gattungsgenossen der Schillertangaren (Tangara), sondern Arten aus den Gattungen Bergtangaren (Anisognathus), Hakenschnäbel (Diglossa) oder Spitzschnäbel (Conirostrum), mit denen man die Vassori-Tangare zusammen sieht. Sie ist ein sehr aktiver Vogel, der immer in Bewegung ist. Das stereotypische Insektensuchen kommt bei ihr weniger vor. Meist hüpft sie auf der Suche nach Früchten von Ast zu Ast. So kann es durchaus vorkommen, dass sie kopfüber Blätter und Zweige nach Nahrung untersucht. Die typische Nahrung sind meist Früchte und seltener Insekten.

## Unterarten
Es sind drei Unterarten beschrieben worden, die sich vor allem in ihrer Färbung und ihrem Verbreitungsgebiet unterscheiden:
- Tangara vassorii vassorii (Boissonneau, 1840)[2] – Nominatform, kommt in Venezuela in den Anden Táchiras bis Mérida und bis in den Nordosten Trujillos vor. In Kolumbien kommt sie an allen drei Andenhängen vor. Im pazifischen Bereich reicht das Vorkommen im Norden bis ins Departamento de Antioquia und Cauca. In Ecuador ist sie ebenfalls an beiden Hangseiten der Anden vorhanden. In Peru ist sie nur noch an den Osthängen im Nordosten des Landes präsent.
- Tangara vassorii atrocoerulea (Tschudi, 1844)[3] – Kommt südlicher als T. v. branickii von Auquimarca bis Santo Domingo in Bolivien vor. Das Blau dieser Unterart ist etwas heller als das von T. v. vassorii. Auf dem Rücken, den Flanken, auf Brust und Bauch sind schwarze Flecken, die bei der Nominatform fehlen. Manche Individuen lassen zusätzlich einen kleinen, runden, gelblich schimmernden Fleck, auf dem Scheitel erkennen.
- Tangara vassorii branickii (Taczanowski, 1882)[4] – Diese Unterart besitzt einen silbernen Oberkopf und Nacken. Kommt im zentralen Amazonien bis in den Süden der La Libertad vor.

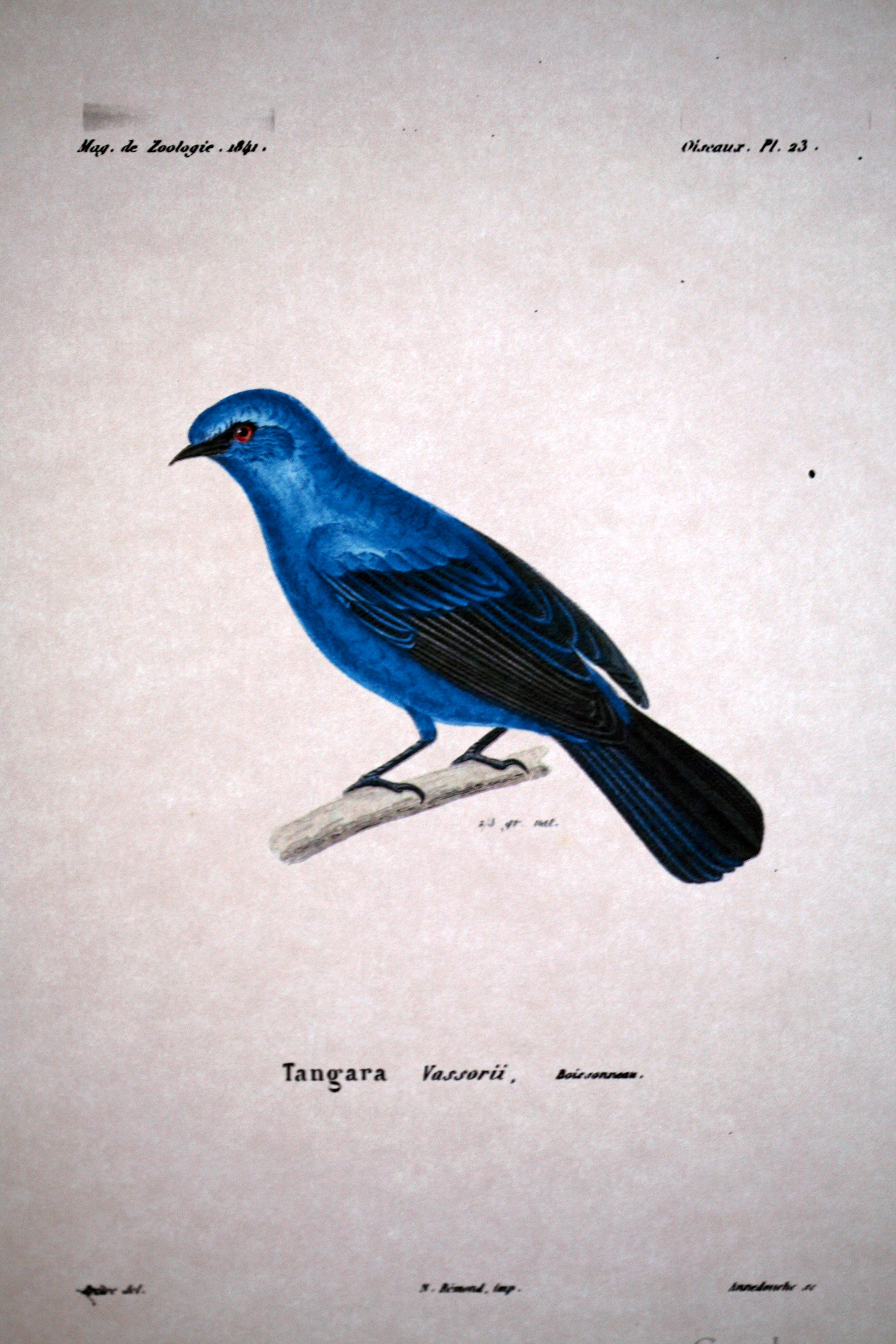
Tangara vassorii vassorii gemalt von Jean-Gabriel Prêtre
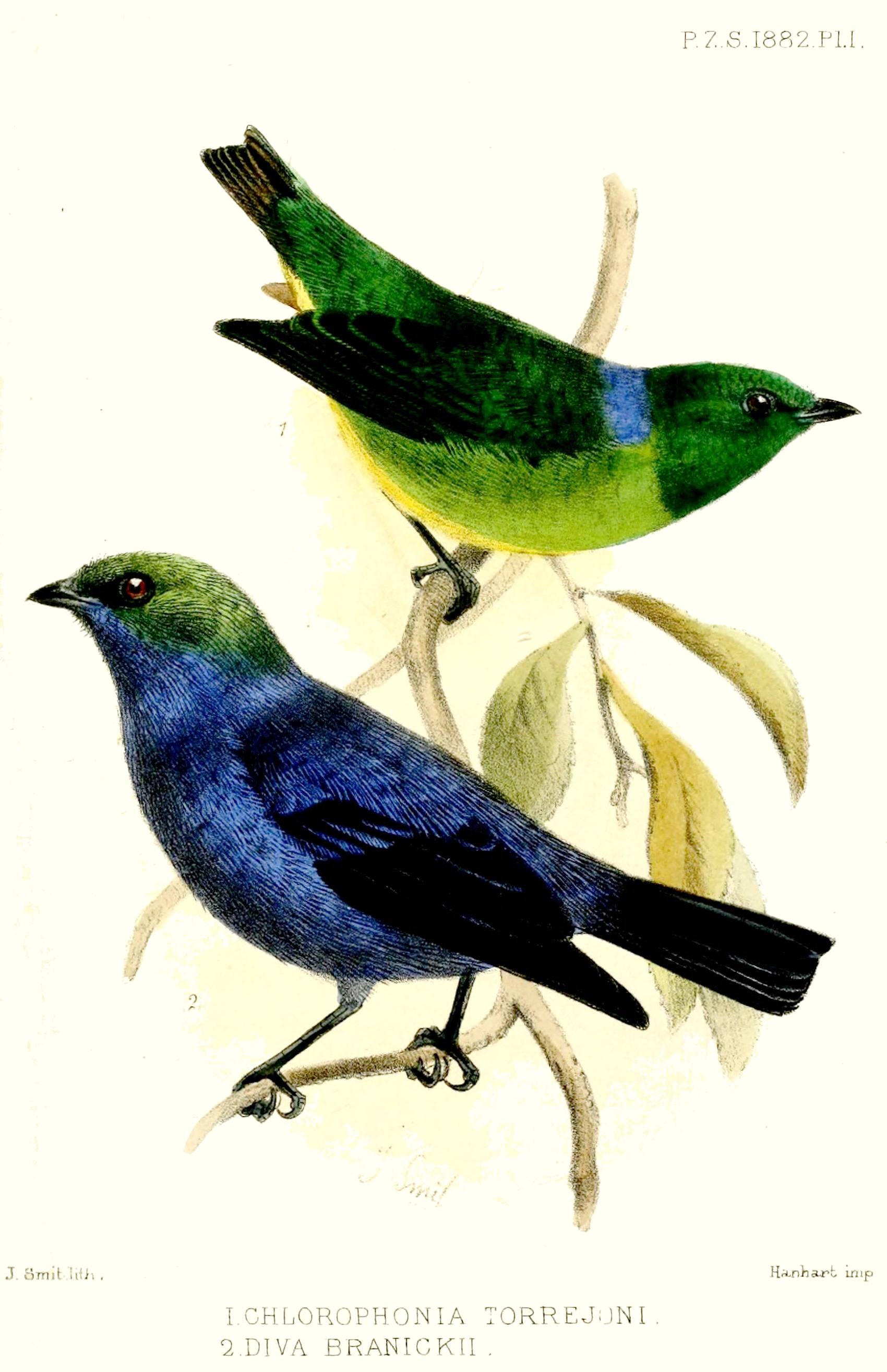
Tangara vassorii branickii gemalt von Joseph Smit

## Namensgebung
Die Erstbeschreibung der Schwarzblautangare erfolgte 1840 durch Auguste Boissonneau unter dem wissenschaftlichen Namen Tanagra (Euphone?) Vassorii. Das Typusexemplar wurde ihm aus Santa Fe de Bogotá zugesandt. Eine Illustration zur Erstbeschreibung wurde 1841 in Magasin de Zoologie veröffentlicht. Die Illustration lieferte der französischen Künstler Jean-Gabriel Prêtre (1768–1849), die Gravur stammte von Christophe Annedouche (1803–1866) und der Druck erfolgte durch Narcisse Claude Julien Rémond (1799–1863). Bereits 1760 führte Mathurin-Jacques Brisson die Gattung Tanagra ein. Dieser Begriff stammte aus der Tupi-Sprache und bedeutet Tänzer bzw. einer, der sich umdreht und hüpft. Den Artname widmete Boissonneau einem seiner besten Freunde. Hierbei könnte es sich um den Präparator Pierre-Nicolas Vasseur (1814–1882) handeln. Branickii ist Graf Konstanty Grzegorz Branicki (1824–1884) gewidmet. Atrocoerulea ist ein lateinisches Wortgebilde aus ater für schwarz und caeruleus für blau.